# Jourdain (metrostation)
Jourdain is een station van de metro in Parijs langs metrolijn 11 in het 19e en 20e arrondissement.
Châtelet · 
Hôtel de Ville · 
Rambuteau · 
Arts et Métiers · 
République · 
Goncourt · 
Belleville · 
Pyrénées · 
Jourdain · 
Place des Fêtes · 
Télégraphe · 
Porte des Lilas · 
Mairie des Lilas
Serge Gainsbourg · 
Romainville - Carnot · 
Montreuil - Hôpital · 
La Dhuys · 
Coteaux Beauclair · 
Rosny-Bois-Perrier
- Système universitaire de documentation: 057617783
- Virtual International Authority File: 211834588